# Monte Tomi
Monte Tomi (em japonês: 富山, Tomi-san) é uma montanha situada na fronteira da cidade de Minamiboso, no sul da prefeitura de Chiba. O acidente geográfico é formado por dois picos: o pico do norte é denominado Konpira e mede 349,5 metros de altitude, o pico sul, por sua vez, é denominado de Kannon e tem uma altitude de 342 metros.
O Monte Tomi é uma das montanhas do distrito da Montanha de Mineoka, na região de Bōsō. Ao redor de sua área, está localizado o Parque da Prefeitura do Monte Tomi e, na região do pé ocidental, uma extensa área com uma abundância presença de árvores latifoliadas.

## Origem do nome
O kanji presente na palavra Monte Tomi, "富", significa riqueza e abundância. Por sua vez, o nome da montanha é derivada da figura semi-mítica Ame-no-tomi-no-mikoto (em japonês: 天富命). De acordo com a tradição, Ame-no-tomi-no-mikoto, historicamente associada ao imperador Jimmu, que desenvolveu a região da península de Bōsō e que atualmente está associada ao Santuário de Awa. A antiga cidade de Tomiyama, que foi absorvida como parte de Minamibōsō, recebeu o nome da montanha.

## Parque da Prefeitura de Monte Tomi
A área ao redor do acidente geográfico foi designada como Parque da Prefeitura de Monte Tomi (em japonês: 富山県立自然公園). O pé ocidental do Monte Tomi possui uma abundância presença de árvores de folhas largas, incluindo castanopsis, carvalho vivo e camélia, bem como uma grande área de cryptomeria japonica.

## Na literatura
Tomi-san é o cenário onde decorre a épica novela de 106 volumes de Takizawa Bakin, Nansō Satomi Hakkenden (em japonês: 南總里見八犬傳), que foi publicada no final do período Edo entre 1814 e 1842. O monte Tomi é representado na história como Toyama, a residência da princesa Fuse.

## Rota de caminhada
A montanha é popular como um destino de caminhadas. A plataforma de observação situada no pico norte do monte oferece vistas da área circundante e da península de Miura.